# 交通圏
交通圏（こうつうけん）とは、交通による地域区分であり、ある中心地に交通流動が集まる範囲、あるいはその分界点で囲まれた範囲のことである。似た言葉として都市圏がある。一般的には都市圏が用いられることが多い。

## 提唱者
日本における提唱者は、有末武夫である。有末は鉄道旅客・自動車交通流動を指標に日本全体の交通圏の状況を考察した。

## 使用分野
主に、人文地理学の分野で用いられる。
交通地理学・都市地理学・経済地理学・観光地理学・交通科学・経済学・都市学・観光学

## 研究機関
主に、大学の地理学科等で研究されている。
- 日本大学
- 立正大学
- 法政大学
- 駒澤大学
- 奈良大学